# Río Santa Cruz
Der Río Santa Cruz ist ein Fluss in der argentinischen Provinz Santa Cruz in Patagonien.
Der Fluss entwässert den Gletschersee Lago Argentino, der wiederum über den Rio Leona vom Lago Viedma gespeist wird.
Der westliche Teil beider Gletscherseen sowie die angrenzenden Gletscher liegen im
Nationalpark Los Glaciares.
Der Fluss durchfließt in östlicher Richtung Patagonien und mündet nach 385 km bei Puerto Santa Cruz in den Atlantischen Ozean. 
Der Río Santa Cruz hat einen durchschnittlichen Abfluss von 790 m³/s und wird nicht nur für Bewässerung, sondern auch zur Energiegewinnung genutzt.